# Ne vedem în St. Louis
Ne vedem în St. Louis (în engleză Meet Me in St. Louis) este un film muzical american de Crăciun din 1944, realizat de Metro-Goldwyn-Mayer. Împărțit într-o serie de viniete sezoniere, începând cu vara anului 1903, relatează povestea unui an din viața familiei Smith din St. Louis, care a dus la deschiderea Expoziției Achiziția Louisianei (numită mai frecvent ca World's Fair) în primăvara anului 1904. Filmul îi are în distribuție pe Judy Garland, Margaret O'Brien, Mary Astor, Lucille Bremer, Tom Drake, Leon Ames, Marjorie Main, June Lockhart și Joan Carroll. 
Filmul, regizat de Vincente Minnelli, a fost adaptat de Irving Brecher și Fred F. Finklehoffe după o serie de povestiri de Sally Benson.
Este considerat unul dintre cele mai bune filme de Crăciun.

## Distribuție
- Judy Garland - Esther Smith
- Margaret O'Brien - "Tootie" Smith
- Mary Astor - Mrs. Anna Smith
- Lucille Bremer - Rose Smith
- Leon Ames - Mr. Alonzo Smith
- Tom Drake - John Truett
- Marjorie Main - Katie (Maid)
- Harry Davenport - Grandpa
- June Lockhart - Lucille Ballard
- Henry H. Daniels Jr. - Lon Smith, Jr.
- Joan Carroll - Agnes Smith
- Hugh Marlowe - Colonel Darly
- Robert Sully - Warren Sheffield
- Chill Wills - Mr. Neely